# Креманско пророчанство
Креманско пророчанство је зборник наводних пророчанстава златиборске породице Тарабића. Добило је име по Кремнима, селу на северу Златибора у коме живи породица Тарабић.

## Оспоравање пророчанства
О креманском пророчанству је, између осталих, писао и Воја Антонић, у књизи „Креманско непророчанство: студија једне обмане“. Утврдио је да постоји 12 издања књиге „Креманско пророчанство“, које су све различите и мењане током времена. Током свог истраживања посетио је Кремнa, где су му понуђени „оригинални рукописи“ Митра Тарабића, који је био неписмен. Антонић је тиме недвосмислено доказао да се не ради ни о каквом пророчанству, већ о вешто смишљеној и годинама потхрањиваној манипулацији насталој у политичке сврхе.
Иницијална потреба за настанком пророчанства било је оправдање развода брака између краља Милана Обреновића и краљице Наталије. У ту сврху су Чеда Мијатовић и Пера Тодоровић објавили низ текстова о „пророцима из Кремана“, у којима је, између осталог, проречена и неминовност развода овог брака.
Такозвана пророчанства породице Тарабића је наводно забележио прота Захарије Захарић и пренео их др Радовану Казимировићу, а он их је објавио у књизи „Тајанствене појаве у српском народу и Креманско пророчанство“. Међутим, истраживања говоре да је стварање мита започето 1902. године, када је Пера Тодоровић у "Малим новинама" објавио сведочење тадашњег министра иностраних дела, Чеде Мијатовића, о томе како се краљ Милан Обреновић позвао на пророке из Кремана када је требало да се разведе од краљице Наталије.